# Sinopoda yaojingensis
Sinopoda yaojingensis là một loài nhện trong họ Sparassidae. S. yaojingensis được S. Q. Liu, S. Q. Li & Peter Jäger miêu tả năm 2008.